# Äskegölen, Småland
Äskegölen är en sjö i Nybro kommun i Småland och ingår i Alsteråns huvudavrinningsområde.